# Gwyneth Horder-Payton
Gwyneth Horder-Payton es una directora de televisión estadounidense.
A finales de la década de 1980 se desempeñó como asistente de dirección en películas como Pacific Heights, The Doors, Raising Cain, Homeward Bound II: Lost in San Francisco, I Love Trouble, entre algunas otras.
Hizo su debut como directora televisiva en la serie de FX The Shield, en la que se desempeñó inicialmente como asistente de dirección. Algunos de sus créditos en televisión incluyen The Riches, Bionic Woman, My Own Worst Enemy, Fringe, Battlestar Galactica, Criminal Minds, The Unit, Cold Case, Numb3rs, Blue Bloods, Sons of Anarchy, The Walking Dead, The Killing, NYC 22, Once Upon a Time, Hawaii Five-0, American Horror Story y Feud.
Actualmente es directora de algunos capítulos de la serie de Netflix The Politician